# ورد جميل
ورد جميل (الاسم العلمي:Rosa bella) هو نوع من النباتات يتبع جنس الورد من الفصيلة الوردية.موطنه  عيون منال .تم اكتشاف هذا النوع ووصفه علميًا بواسطة ألفريد ريدر وأرنست هنري ويلسون في عام 1915 .